# Ficus rigo
Ficus rigo är en mullbärsväxtart som beskrevs av Frederick Manson Bailey. Ficus rigo ingår i släktet fikonsläktet, och familjen mullbärsväxter. Inga underarter finns listade i Catalogue of Life.